# Abadia de Fountains
A Abadia das Fontes (Fountains Abbey), no North Yorkshire, Inglaterra, é um mosteiro cisterciense fundado em 1132 e actualmente em ruínas. A Abadia das Fontes é uma das maiores e mais bem preservadas abadias cistercienses de Inglaterra, classificado como edifício de 1º grau e actualmente propriedade do National Trust. Em conjunto com o adjacente Parque Real de Studley, é Património Mundial da UNESCO.

## História
A Abadia das Fontes foi fundada em 1132, na sequência de desavenças e motins na Abadia de Santa Maria, em Iorque. Na sequência da revolta, foram exilados treze monges que, depois de frustradas tentativas de regresso à Ordem Beneditina, do princípio do século VI, foram acolhidos por Turstano, Arcebispo de Iorque. O Arcebispo cedeu-lhes uma parte do vale do Rio Skell, que possuía todos os materiais necessários para a construção de um mosteiro, nomeadamente pedra e madeira, e uma fonte de água corrente. Os monges solicitaram a sua entrada na Ordem de Cister em 1132.
A Abadia funcionou durante mais de 400 anos, até 1539, quando Henrique VIII ordenou a "dissolução dos mosteiros". Os edifícios da Abadia e mais de 2 Km2 de terras foram vendidos pela Coroa no dia 1 de Outubro de 1540 a Sir Richard Gresham, um mercador de Londres, pai do fundador da Bolsa de Londres, Sir Thomas Gresham.

## Arquitectura

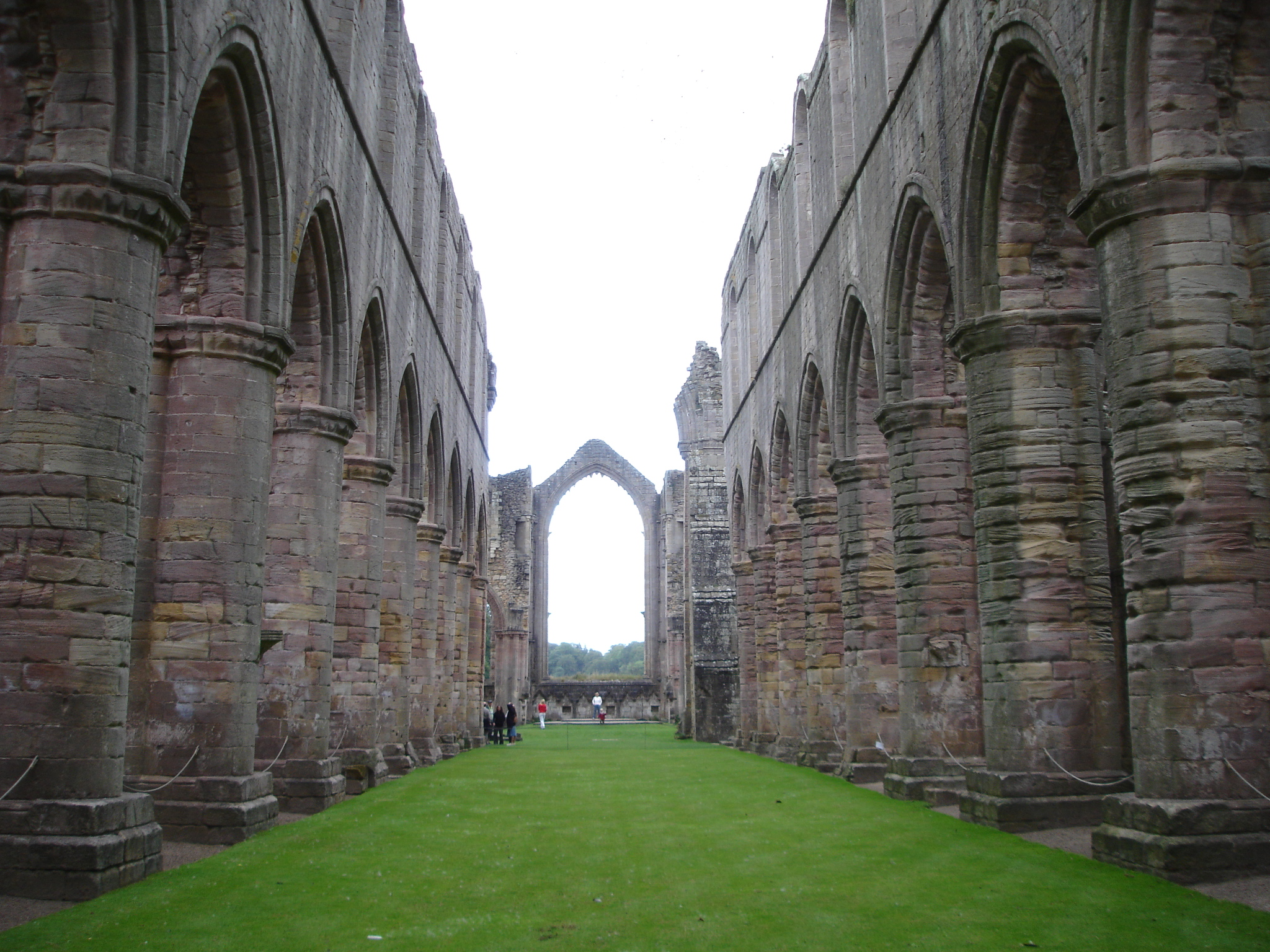
Interior com vista para a nave.

A construção da Abadia começou em 1132, com pedras extraídas localmente, e foi objecto de um grande número de ampliações e alterações em períodos posteriores, que provocaram desvios em relação ao austero estilo arquitectónico cisterciense.
A igreja fica a curta distância do rio Skell, na margem norte, e os edifícios da abadia prolongam-se até ao rio e por cima deste. Contíguo à parte sul da igreja, está o claustro donde, a partir da ala leste, se pode aceder à sala do capítulo e ao calefatório, bem como ao refeitório e cozinha, a partir da ala sul. Em paralelo à ala oeste, desenvolve-se uma imensa estrutura de dois pisos suportada em arcos, incorrectamente denominada "claustros", que servia de armazém, celeiro e adega no piso térreo e de dormitório dos conversi (irmãos leigos, responsáveis pelas tarefas agrícolas e pelas tarefas seculares da abadia). Na esquina sudoeste estavam instalados as latrinas, construídas como usualmente, por cima de um curso de água corrente. O dormitório dos monges ocupava o seu lugar habitual, por cima da sala do capítulo.
Algumas peculiaridades da construção incluíam a posição da cozinha, entre o refeitório e o calefatório, e da enfermaria (a menos que haja qualquer erro com a designação), sobre o rio, na zona oeste, junto com as casas de hóspedes. Adicionalmente, é de notar o coro de grande comprimento, cuja construção foi iniciada pelo Abade John of York (1203–1211) e continuada pelo seu sucessor, terminando num transepto oriental, obra do Abade John of Kent (1220–1247) e numa torre, adicionada pouco antes da dissolução pelo Abade Huby (1494-1526), numa posição pouco habitual, no extremo norte do transepto norte
O conjunto edificado e o carácter dos edifícios tem pouco que ver com um corpo de religiosos trabalhadores, comprometidos a uma vida de pobreza e renúncia. Nas palavras de Dean Milman, "o 'superior', antigamente um homem curvado pela humildade, pálido, emaciado, com um hábito pobre preso por uma corda, de pés descalços, transformara-se no 'abade' montado no seu cavalo de sela, ricamente vestido com a sua cruz de prata ao peito, viajando para tomar o seu lugar entre os poderosos da região. Contudo, apesar da transformação mundana sofrida por abades e monges, os agricultores e visitantes dos mosteiros católicos ingleses acabariam por lamentar a sua perda, bem como a violenta imposição do protestantismo, que se seguiu.

## National Trust
A Abadia das Fontes é monumento classificado pelo English Heritage, e propriedade do National Trust. Encontra-se adjacente a outra propriedade do National Trust, o Parque Real de Studley (Studley Royal Water Garden), com o qual é conjuntamente promovido. O National Trust também é dono de Fountains Hall, que pode ser parcialmente visitado pelo público.

## Galeria de imagens

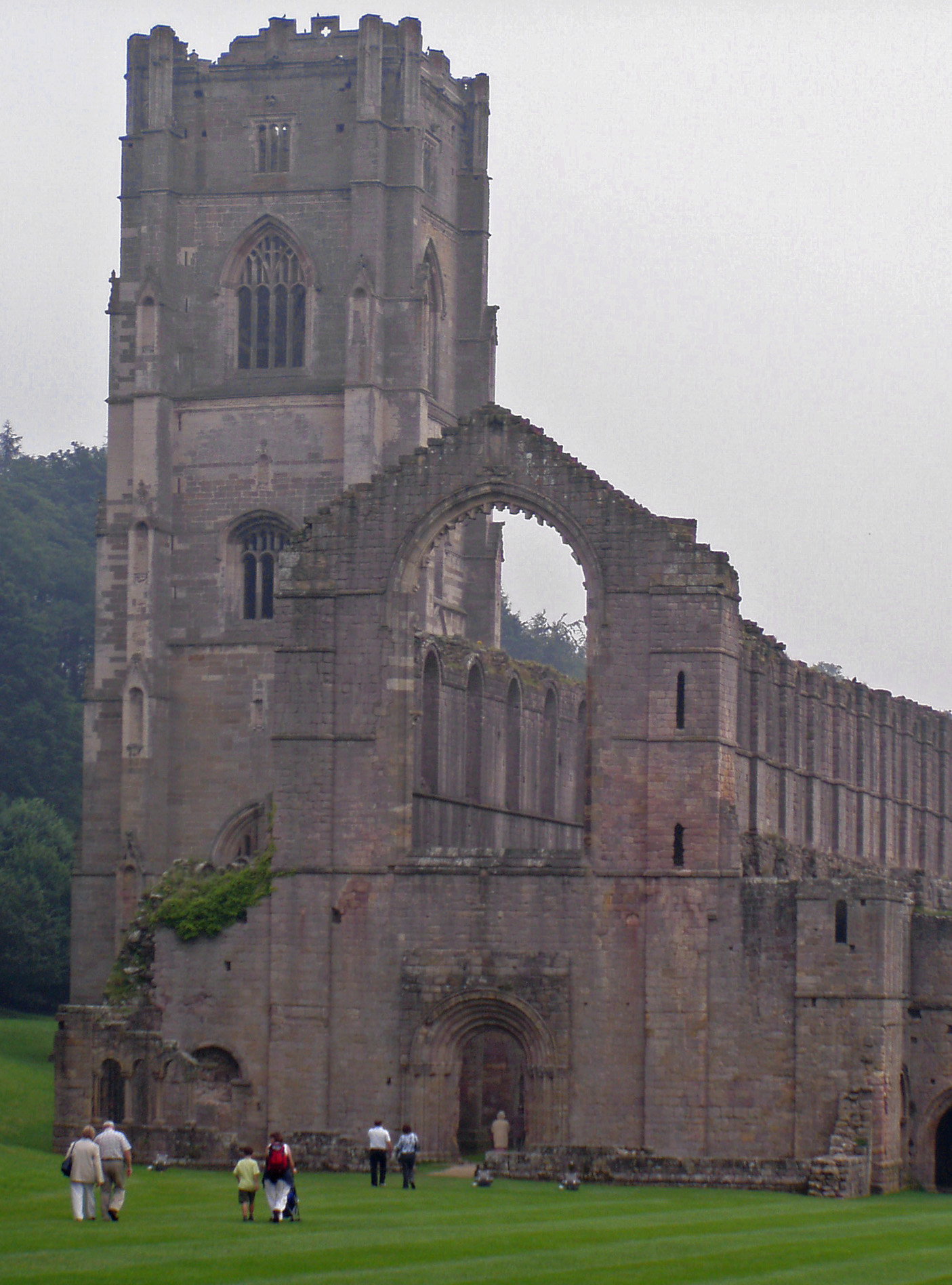
Exterior de Fountains Abbey vista de sudoeste
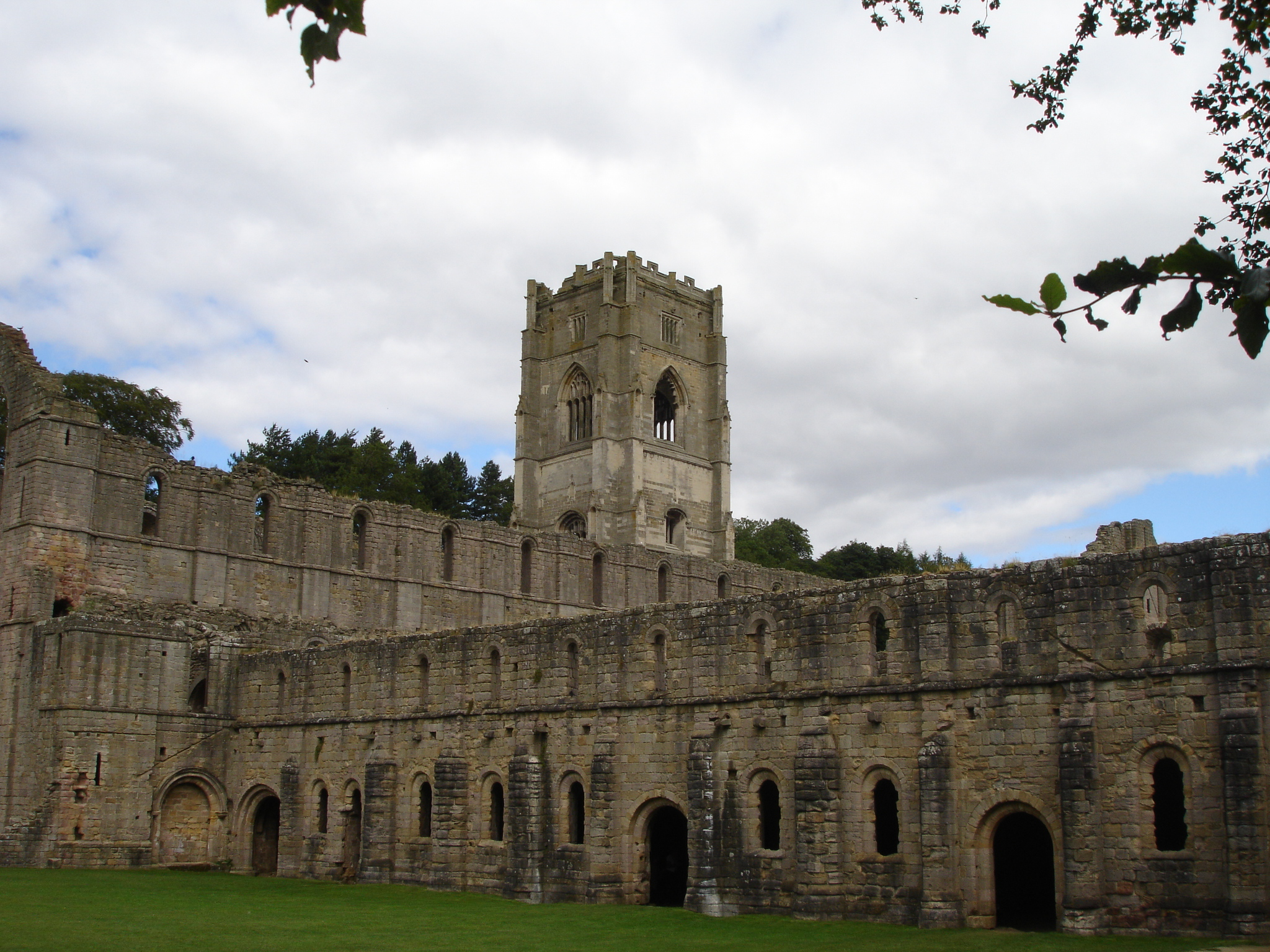
Exterior de Fountains Abbey, focada na torre
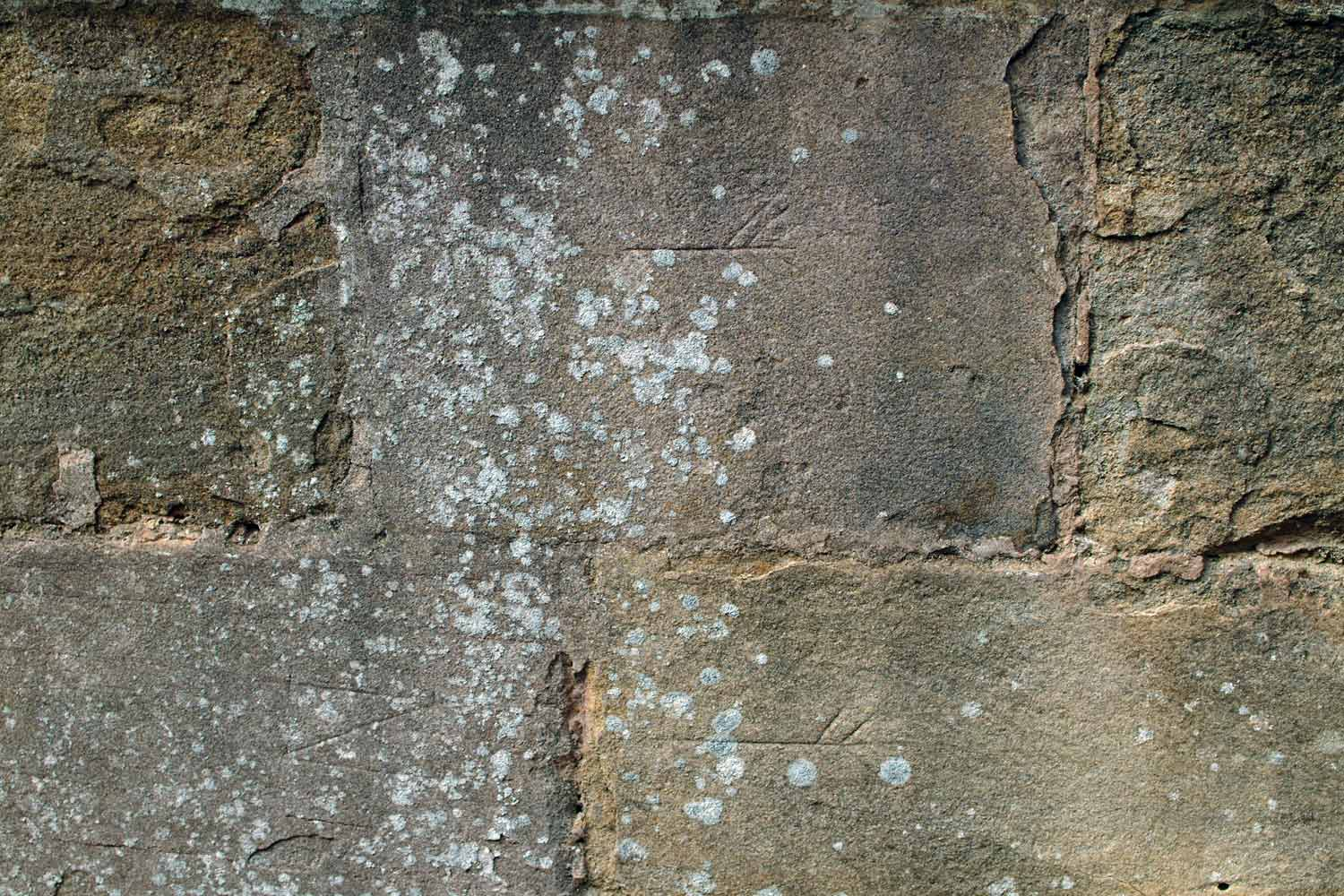
Marcas de pedreiro na Casa do Capítulo
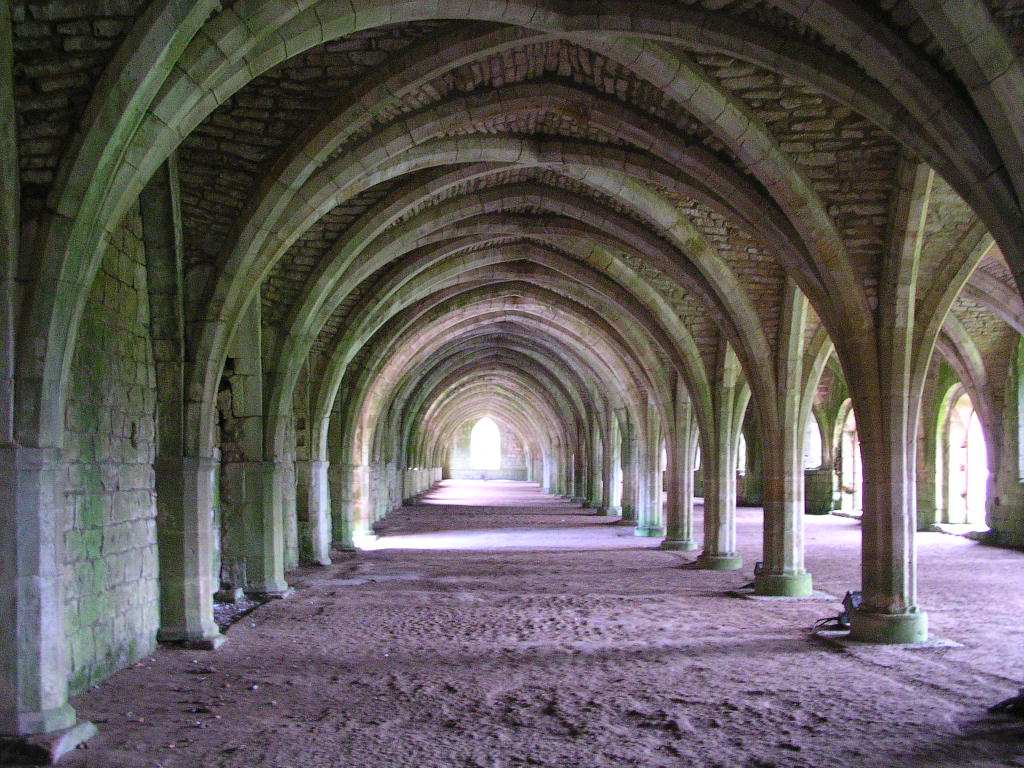
O celeiro dos monges